# نیرویابی

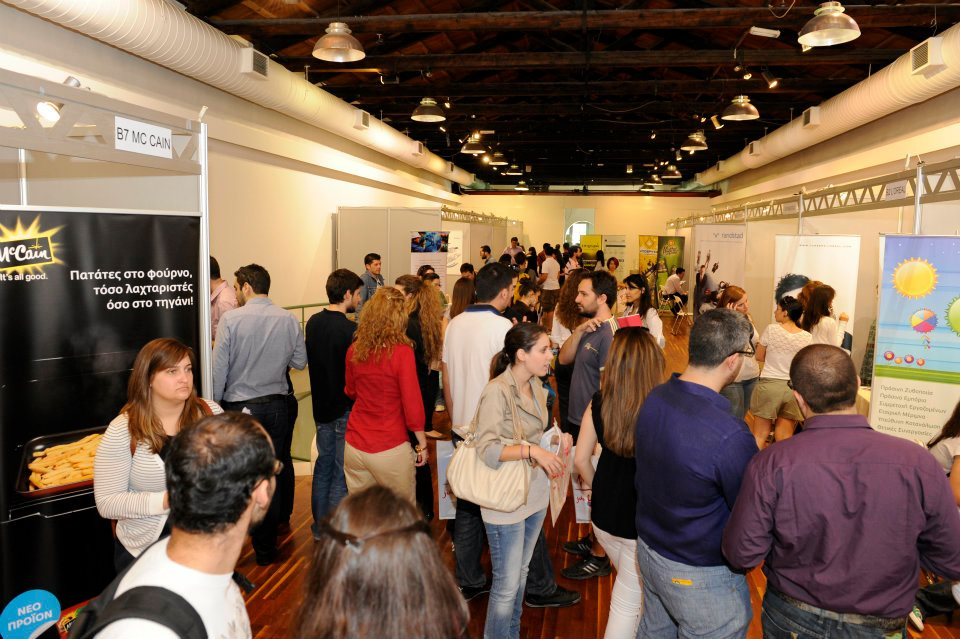
یک نمایشگاه شغلی در آتن، یونان

نیرویابی یا نیروگیری به فرایند کلی شناسایی، جذب، غربالگری و مصاحبه با نامزدهای مناسب برای مشاغل (اعم از دائم یا موقت) درون یک سازمان گفته می‌شود. نیرویابی همچنین می‌تواند به فرایندهای مربوط به انتخاب افراد برای کارهای بدون حقوق پرداخته شود. مدیران، متخصصان منابع انسانی و متخصصان نیرویابی ممکن است وظیفه انجام کار نیرویابی را داشته باشند، اما در برخی موارد نیرویابی در بخش دولتی، بنگاه‌های کاریابی تجاری یا مشاورهای جستجوی تخصصی برای انجام بخش‌هایی از فرایند استفاده می‌شود. فناوری‌های مبتنی بر اینترنت که از همه جنبه‌های استخدام پشتیبانی می‌کند، از جمله استفاده از هوش مصنوعی به‌طور گسترده‌ای گسترش یافته‌است.